# Yate real
Un yate real es una embarcación utilizada por el monarca y la familia real de un país, cuyo sistema de gobierno es la monarquía. La mayoría de los yates reales son financiados por el Estado y a menudo tripulado por personal de la Marina. Por lo general, es utilizado para viajes oficiales y privados. 

## Tipos de embarcaciones
Por lo general los yates reales son pequeñas embarcaciones,que se utilizan para viajes cortos en ríos o aguas tranquilas. 

## Historia
Los yates reales se remontan al antiguo Egipto, a barcazas que eran utilizadas en el Río Nilo. 
Los vikingos también construyeron buques con este fin, siguieron con la costumbre de naves largas, y muy decoradas. 
En Inglaterra, Enrique V vendió los yates reales para liquidar las deudas de la Corona. Los siguientes buques reales en Inglaterra se construyeron en el período de los Tudor con Enrique VIII utilizando un buque en 1520 que se representaba con tela de velas doradas.  
Los primeros barcos que sin duda calificaron como yates reales fueron los de propiedad de Carlos II de Inglaterra, Escocia e Irlanda. El primero fue un regalo por parte de los holandeses, pero luego se encargaron y construyeron yates en Inglaterra. Esto estableció una tradición de yates reales en Gran Bretaña que luego fue copiada por otras familias reales de Europa. A través del siglo XIX, los yates reales se hicieron más grandes a medida que se convirtieron en un símbolo de riqueza nacional. La Primera Guerra Mundial puso fin a esta tendencia y las familias reales que sobrevivieron encontraron más difícil justificar el costo que emplean. Actualmente, la mayoría de las monarquías utilizan aviones y trenes como medio de transporte.

## Yates por país

### Arabia Saudí
Los yates reales sauditas han incluido lo siguiente: 
- Prince Abdulaziz (1984–) Ahora es propiedad de los descendientes del príncipe Sultán bin Abdulaziz
- Al Riyadh (1978–)
- Al Salamah (1999–)
- Issham al Baher (1973–)

### Alemania
Durante el Imperio alemán, el Kaiser utilizó estos yates imperiales: 
- SMY Hohenzollern (1878–1912); renombrado SMY Kaiseradler in 1892
- SMY Hohenzollern II (1893–1914)
- SMY Hohenzollern III

### Dinamarca

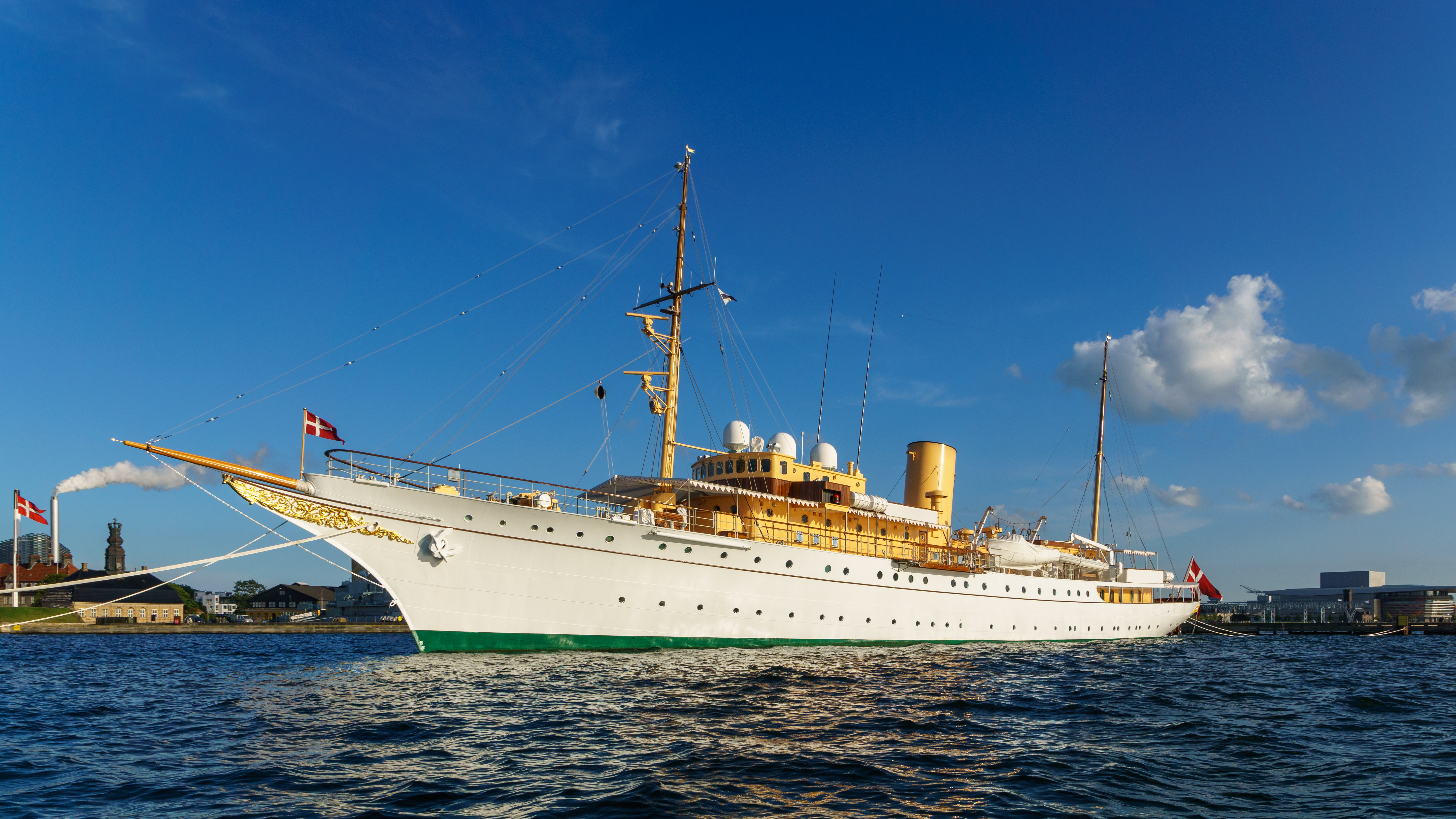
HDMY Danneborg

La familia real danesa ha tenido varios yates reales. Dos de ellos han sido nombrados Dannebrog . 
- HMDY (1650–?)
- HMDY (1687–1721)
- HMDY (1824–1840)
- HDMY (1841–1855)
- HMDY (1855–1879)
- HDMS Jylland (1874–1885) – una fragata que servía de yate real ocasionalmente.
- HDMY (1879–1932)
- HDMY (1932–presente)

### Egipto
- Mahroussa (también conocido como El Horria) (1866–1951) fue construido para Isma'il Pasha, el Jedive de Egipto. Pasó el canal de Suez durante su apertura. Ahora sirve como una nave escolar para la Marina egipcia.

### Emiratos Árabes Unidos
El Dubai es el yate personal del jeque Mohammed bin Rashid Al Maktoum, primer ministro de los Emiratos Árabes Unidos. Completado en 2006, es el tercer yate más grande actualmente en servicio Llamó la atención de los medios mundiales cuando navegó para dar la bienvenida al trasatlántico retirado, RMS Queen Elizabeth 2 a Dubái en noviembre de 2008.

### España
- El Giralda utilizado por Alfonso XIII
- Los yates Fortuna Fortuna pertenecieron al Rey Juan Carlos I hasta el 2013.[2][3]
- El azor Francisco Franco

### Hawái

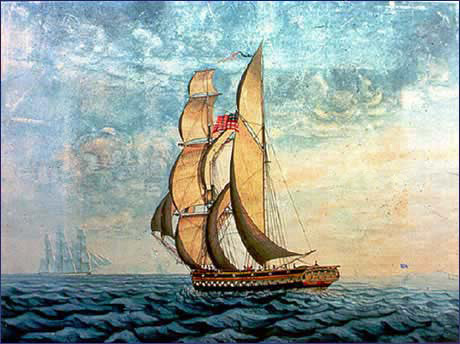
La barcaza de Cleopatra

- La barcaza de Cleopatra (1820–1824) cambió su nombre a Haʻaheo o Hawaiʻi ("Orgullo de Hawai")
- Kamehameha III (hasta 1849), capturada por los franceses cuando invadieron Honolulu.

### Imperio Otomano
El gobierno imperial otomano usó muchos yates para su jefe de Estado. Estos incluyen: 
- Tesrifiye
- İzzeddin
- Sultaniye
- Talia
- Ertuğrul

La República de Turquía también tiene yates presidenciales

### Italia
- Savoia (1883-1904)
- Trinacria (1900-1925)
- Savoia (1923-1944)[5]

### Marruecos
- El Boughaz I (2006-presente)

### Noruega

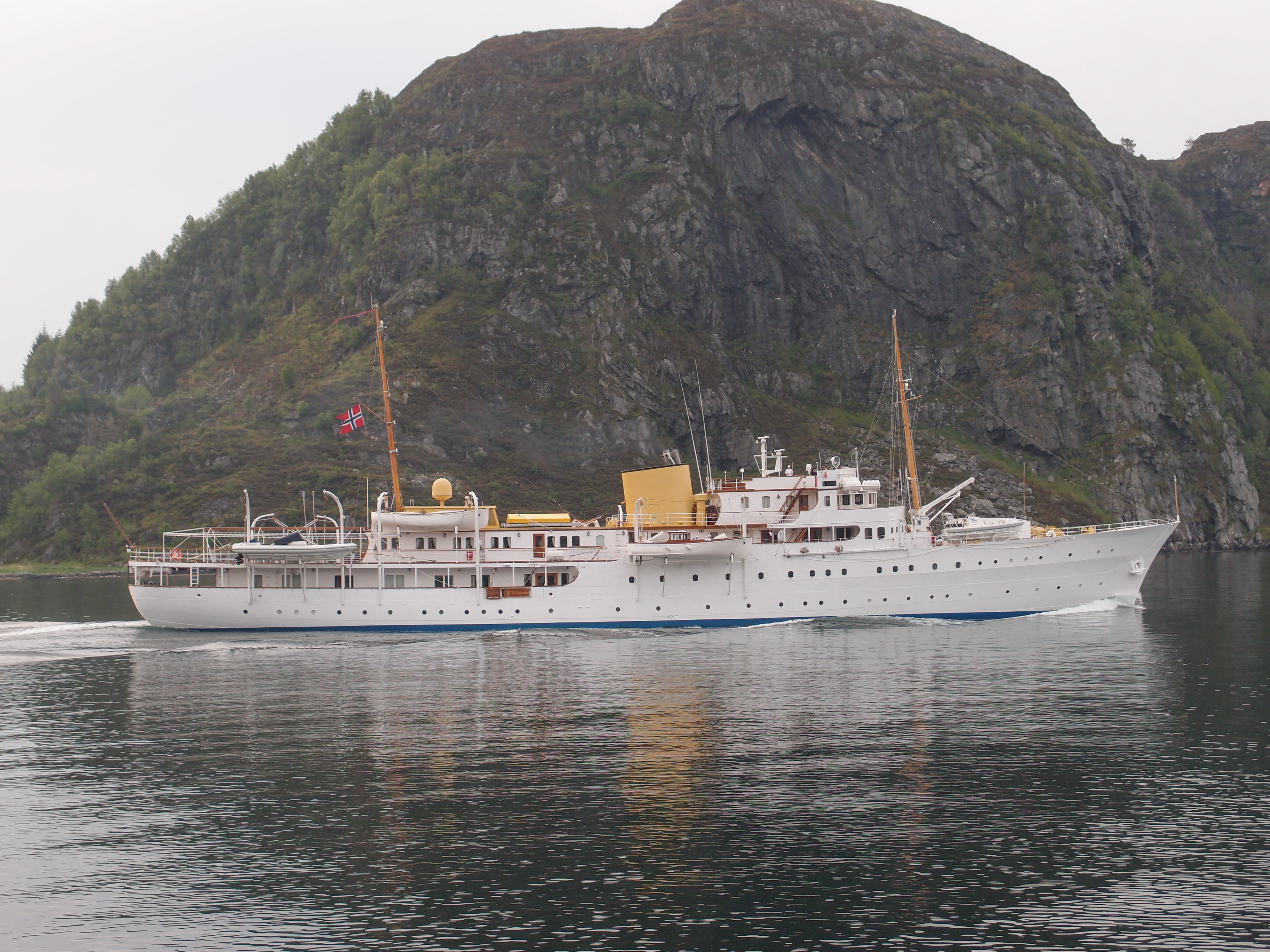

El rey Haakon VII recibió el yate real Norge como regalo del pueblo de Noruega en 1947. El yate real es propiedad del rey, pero es mantenido y tripulado por la Marina Real de Noruega. Antes de esto, otras naves navales habían servido como transporte marítimo real y el rey usaba algunos botes más pequeños para viajes cortos, principalmente en ocasiones oficiales. 
- Sophia Amalia (1650–?)
- Elephanten (1687–1721)
- Heimdal (1892–1946)
- Stjernen I (1899–1940)
- Stjernen II (1945–presente)
- Norge (1947–presente)
- Horten (1985)

### Omán

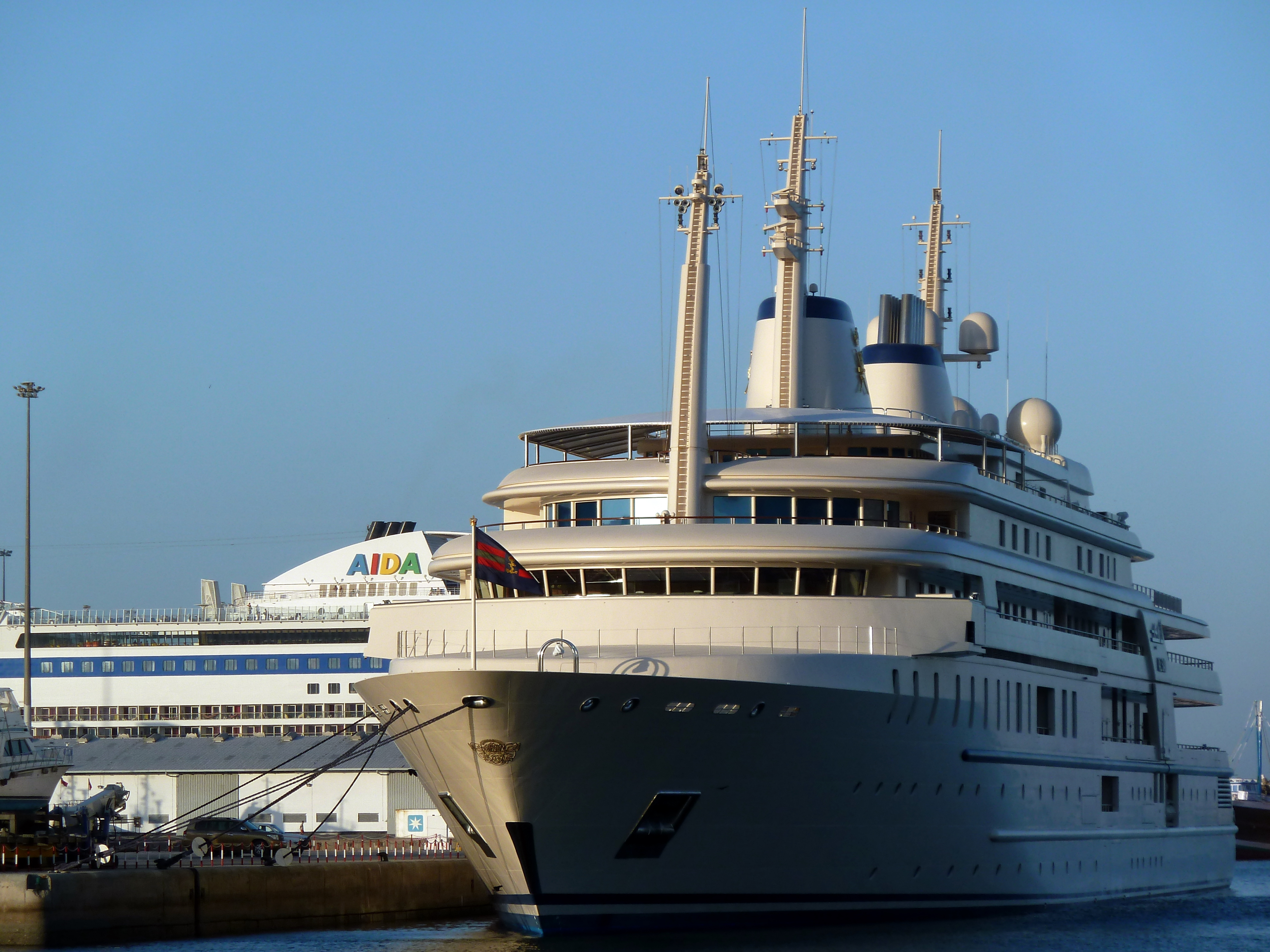
El MY Al Said operado por el Oman Royal Yacht Squadron

- Al Said
- Fulk al Salamah[6]
- Al Dhaferah[7]
- Zinat al Bihaar[8]
- Al-Noores

### Países Bajos
- Koningssloep (1818-presente)
- De Groene Draeck (1957-presente)
- Jumbo VI Yate del Príncipe Bernardo.

### Portugal
- Veloz (22,6 m): 1858
- Sirius (22,5 m): 1876
- Amélia I (35 m): 1888
- Amélia II (45 m): 1897
- Amélia III (55 m): 1898
- Amélia IV (70 m): 1901

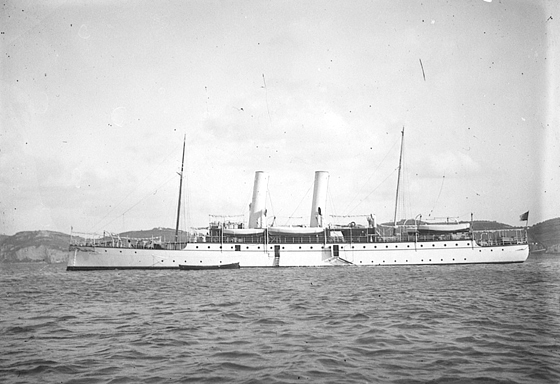
Amélia IV

El rey portugués Carlos I usó cuatro yates reales sucesivos, todos llamados Amélia, en honor a su esposa, la reina Amelia de Orleans. Estos yates fueron utilizados principalmente por Carlos I para sus misiones oceanográficas. Fue en el Amélia IV donde el rey Manuel II y la familia real portuguesa abandonaron el país para el exilio, después de la revolución republicana del 5 de octubre de 1910. En el régimen republicano, la Amélia IV pasó a llamarse NRP 5 de Outubro y fue operada por la Armada Portuguesa. 

### Reino Unido

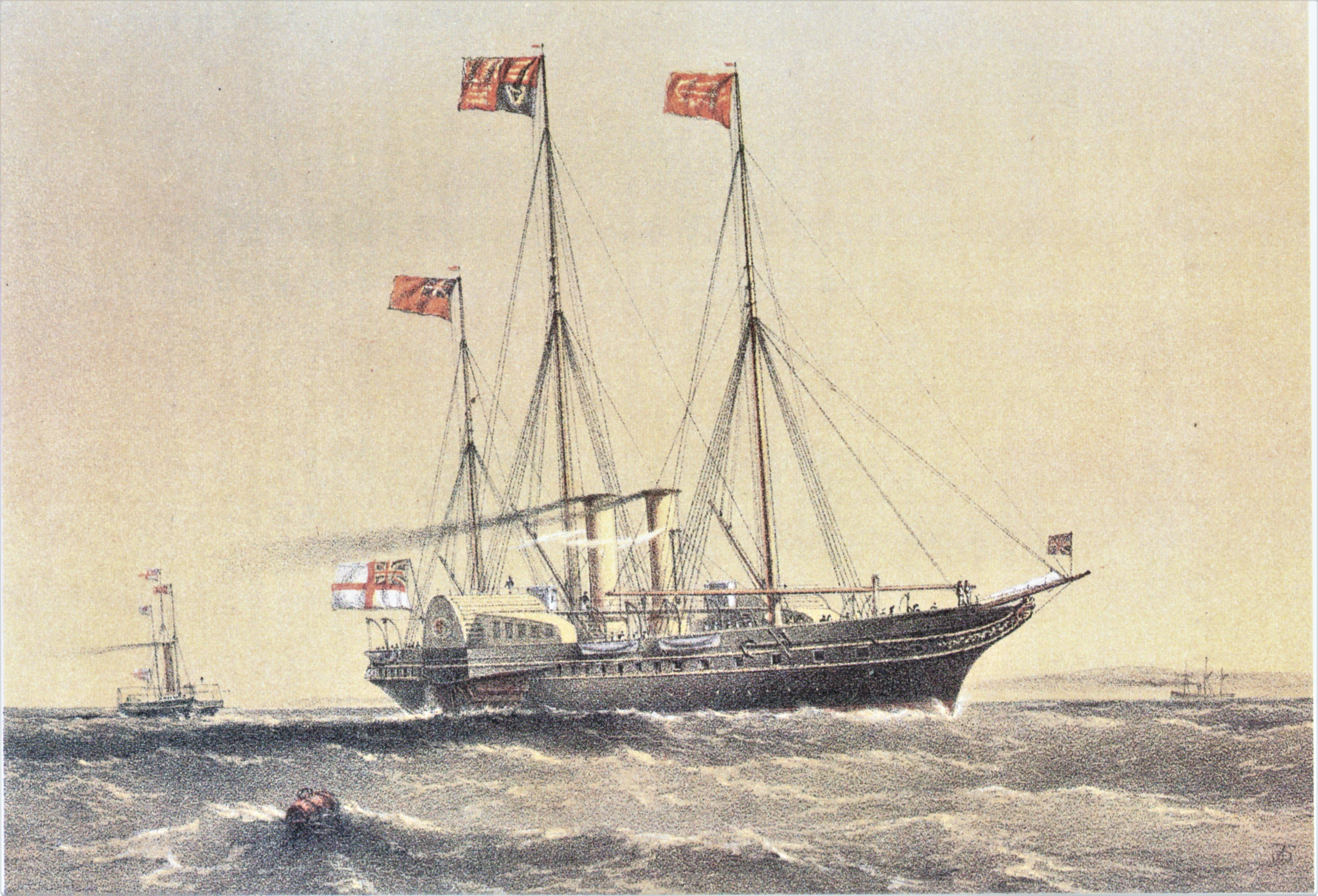
Una pintura de también se usaron como base para El Horria

El Reino Unido ha tenido 83 yates reales desde la restauración del rey Carlos II en 1660. El mismo Carlos II tenía 25 yates reales, mientras que cinco estaban simultáneamente en servicio en 1831. Desde el desmantelamiento del Britannia en 1997, El Monarca ya no tiene un yate real propio, sino que desde entonces ha fletado otros barcos, como el MV Princesa Hébrida . 

### Rusia

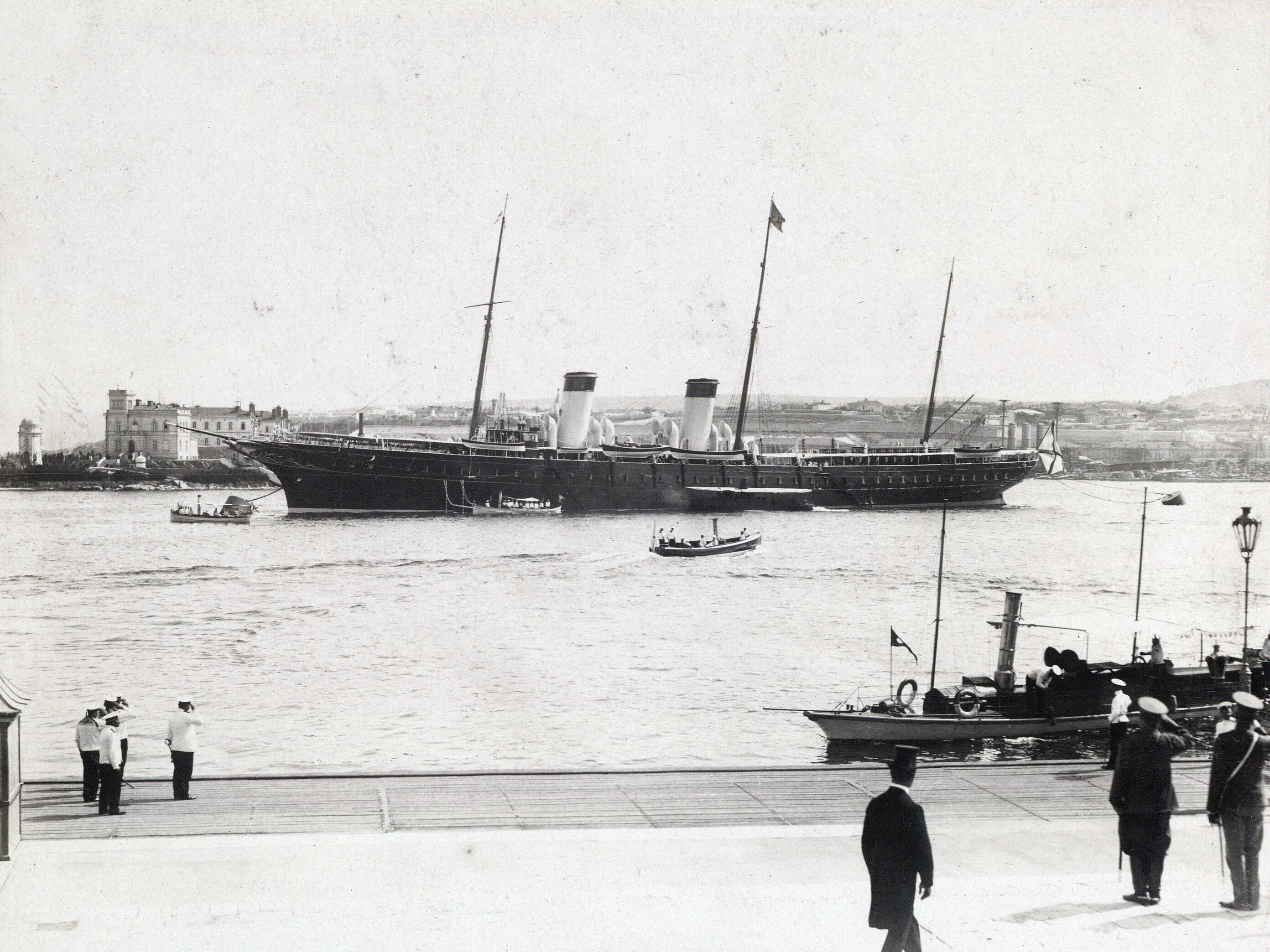
Standart en Sebastopol en 1909

Yates imperiales empleados por el zar de Rusia : 
- Alexandria (I) (1851–1906)
- Standart (I) (1857–1892)
- Derzhava (1871–1905)
- Tsarevna (1874–1917)

- Livadia (1873–1878); naufragó en Crimea del 21 al 22 de octubre de 1878
- Livadia (1880–1926); nave experimental defectuosa, se retiró y se hundió poco después de la puesta en marcha. Utilizado por los Romanov solo dos veces.
- Polyarnaya Zvezda (1890-1917/1961)
- Alexandria (II) (1904-1917/1927)
- Standart (II) (1895-1917/1936-1961 como minero de la Armada Soviética).

### Tonga
En la historia de Tonga se han utilizado diferentes embarcaciones como yates realesː

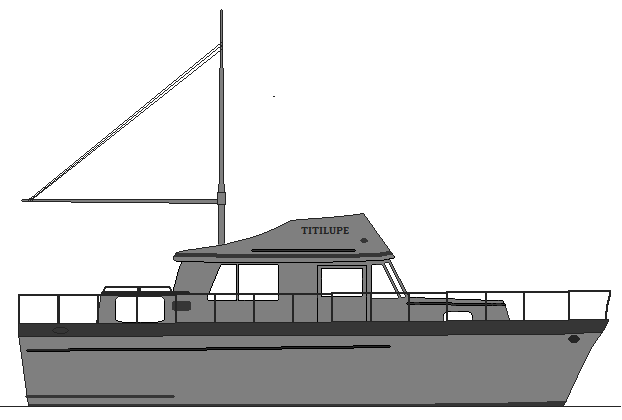
Titilupe, propiedad de la familia real tongana.

- Titilupe, propiedad de la familia real tongana.Hifofua; una goleta utilizada durante el reinado de Carlota Tupou III, que fue vendida a Fiyi a inicios de los setenta.
- Sprucebank
- Titilupe (1980-presente); adquirido por el rey Tāufaʻāhau Tupou IV quien lo nombró en honor a su hija la princesa Carlota Mafile'o Pilolevu Tuita.

### Otras naciones
El Principado de Mónaco tuvo el yate principesco Deo Juvante II entre 1956-1958. Este yate Camper y Nicholsons fue un regalo de bodas de Aristóteles Onassis al Príncipe Ranero y Grace Kelly, fue utilizado por ellos en su luna de miel. El yate, ahora llamado M/Y Grace, está operado por Quasar Expeditions. 
Yugoslavia tenía algunos yates reales antes de la Segunda Guerra Mundial. 
Zanzíbar tenía el yate real, HHS Glasgow la cual era la única embarcación. Fue hundido por los británicos durante la Guerra Anglo-Zanzíbar. 